# Выборы губернатора Ямало-Ненецкого автономного округа (2000)
Досрочные выборы губернатора Ямало-Ненецкого автономного округа состоялись в Ямало-Ненецком автономном округе 26 марта 2000 года в период выборов глав регионов. По их результатам в первом туре с 88,10 % голосов избирателей победу одержал действующий губернатор Ямало-Ненецкого автономного округа Юрий Неёлов, не встретивший серьёзной конкуренции. Одновременно с выборами губернатора были проведены досрочные выборы Президента России и депутатов Государственной Думы ЯНАО.
Являются последними прямыми губернаторскими выборами Ямало-Ненецкого автономного округа. В дальнейшем выборы губернаторов в России были отменены, 11 декабря 2004 года президент России Владимир Путин подписал федеральный закон, согласно которому в России начал действовать новый порядок избрания губернаторов: главу субъекта России по представлению президента утверждал законодательный орган региона. Несмотря на то, что прямые выборы губернаторов России были вновь узаконены в 2012 году, 19 ноября 2014 года депутаты Законодательного собрания ЯНАО приняли решение об отмене прямых выборов губернатора округа. Спикер парламента ЯНАО Сергей Харючи заявил, что решение было принято на фоне экономических санкций против России, а также ввиду экономии бюджетов.

## Кандидаты
| Кандидат                        | Деятельность/должность (на момент выдвижения)                                                                          | Субъект выдвижения       | Статус          |
| ------------------------------- | --- | ------------------------ | --------------- |
| Юрий Васильевич Неёлов          | действующий губернатор Ямало-Ненецкого автономного округа                                                              | выдвинут группой граждан | зарегистрирован |
| Геннадий Александрович Татарчук | руководитель департамента Федеральной государственной службы занятости населения по Ямало-Ненецкому автономному округу | выдвинут группой граждан | зарегистрирован |
| Николай Яковлевич Тодырко       | директор регионального государственного предприятия «Тюменьаэроконтроль»                                               | выдвинут группой граждан | зарегистрирован |

## Результаты
| Место                       | Место                       | Кандидат                    | Голосов | %       |
| --------------------------- | --------------------------- | --------------------------- | ------- | ------- |
|                             | 1.                          | Юрий Неёлов                 | 199 950 | 88,1 %  |
|                             | 2.                          | Геннадий Татарчук           | 4346    | 1,91 %  |
|                             | 3.                          | Николай Тодырко             | 3435    | 1,51 %  |
| Против всех                 | Против всех                 | Против всех                 | 17 515  | 7,72 %  |
| Действительных бюллетеней   | Действительных бюллетеней   | Действительных бюллетеней   | 225 246 | 99,24 % |
| Недействительных бюллетеней | Недействительных бюллетеней | Недействительных бюллетеней | 1702    | 0,76 %  |
| Всего                       | Всего                       | Всего                       | 226 948 | 100 %   |
| Общее число избирателей     | Общее число избирателей     | Общее число избирателей     | 332 911 |         |

Юрий Неёлов одержал победу во всех районах и городах автономного округа — наибольшую поддержку он получил в Тазовском и Шурышкарском районах (95 и 96 % соответственно), наименьшее число проголосовавших за Неёлова было в Ноябрьске (около 76 %).